# Petra Kelling
Petra Kelling (* 26. August 1944 in Reitendorf, Reichsgau Sudetenland) ist eine deutsche Schauspielerin und Synchronsprecherin.

## Leben

### Ausbildung und Theater
Kelling absolvierte ihr Schauspielstudium von 1962 bis 1965 an der Deutschen Hochschule für Filmkunst in Potsdam-Babelsberg. Ihr erstes Theaterengagement hatte sie von 1965 bis 1967 am Theater Rostock. Von 1967 bis 2007 arbeitete sie kontinuierlich am Theater der Freundschaft in Berlin. Gastengagements hatte Kelling in Hamburg und am Theater unterm Dach in Berlin. Wichtige Bühnenrollen spielte sie einer Bühnenfassung von Das Tagebuch der Anne Frank und 1994 am Theater der Freundschaft in dem Einpersonenstück Santa Cecilia des kubanischen Autors Abilio Estévez.

### Film und Fernsehen
Im Verlaufe ihrer Karriere entwickelte sich Kelling „vom unkomplizierten jungen Mädchen zu einer ausdrucksstarken Charakterdarstellerin“. Kelling spielte häufig bodenständige Frauen aus dem Volke, Arbeiterinnen und kleine Beamtinnen. Diesen Rollentypus verkörperte sie auch in verschiedenen Folgen der Kriminalserie Polizeiruf 110.
Nach der Wende arbeitete Kelling schwerpunktmäßig für das Fernsehen, insbesondere war sie in zahlreichen Fernsehserien zu sehen. Kelling übernahm hierbei durchgehende Serienrollen, Episodenrollen und auch Gastrollen. Eine durchgehende Serienhauptrolle hatte sie 1996–1997 als Oberschwester Kathi in der SAT1-Serie Kurklinik Rosenau. Außerdem war sie in Episodenrollen in den Fernsehserien Für alle Fälle Stefanie (1996), Der letzte Zeuge (1999), Küstenwache (2007), Kommissar Stolberg (2008) und Der Landarzt (2009) zu sehen.
2010 spielte sie in der Krankenhausserie In aller Freundschaft die Rolle der Rentnerin Gerlinde Rössler, die sich auf eine gemeinsame Mittelmeerkreuzfahrt mit ihrem Ehemann freut und diesen dazu drängt, sich vorher nochmals durchchecken zu lassen. Ebenfalls 2010 war sie in der Familienserie Familie Dr. Kleist zu sehen; Kelling verkörperte die Rolle der Patientin Helga Thaller, die sich aufgrund ihrer früheren negativen Erfahrungen mit Ärzten zunächst kategorisch weigert, sich behandeln zu lassen.
Kelling wirkte auch in zahlreichen Fernsehfilmen mit. In dem zweiteiligen Fernsehfilm Das Geheimnis des roten Hauses (2005) hatte sie die Rolle der mitfühlenden und besorgten Haushälterin und Wirtschafterin Johanna Bode. In der Filmbiografie Neger, Neger, Schornsteinfeger! (2006) übernahm sie die Rolle der Nachbarin Elisabeth Möller, die sich liebevoll um den kleinen Hans-Jürgen kümmert und Teil der Familie Baetz wird. In der Fernsehkomödie Zwei Millionen suchen einen Vater (2006) spielte sie an der Seite von Johanna Christine Gehlen die Rolle von Edda Krüger; sie verkörperte die „gute Seele“ eines renovierungsbedürftigen Hotels. 2009 übernahm sie die Rolle der Königin Dorothea in der Märchenneuverfilmung Die Gänsemagd, die erstmals Weihnachten 2009 im Weihnachtsprogramm der ARD ausgestrahlt wurde. Das ZDF besetzte Kelling 2010 in der Rolle der unkonventionellen und lebenslustigen Kitty Anson, der ehemaligen Kinderfrau und Ziehtante der (von Felicitas Woll gespielten) weiblichen Hauptrolle, in dem romantischen Katie-Fforde-Liebesfilm Glücksboten. 2011 war sie in dem ZDF-Zweiteiler Schicksalsjahre, einer Verfilmung der Lebenserinnerungen von Uwe-Karsten Heye, in der Rolle der in Rostock lebenden Tante Anni, bei der die Familie Heye Zuflucht findet, zu sehen.
Außerdem wirkte sie in mehreren Episoden der Krimireihe Tatort mit, so als Dorfbewohnerin und Bäuerin Berta Mommsen in dem Charlotte Lindholm-Tatort Vergessene Erinnerung (2010); zuletzt 2011 als Sprechstundenhilfe Karin Diestel in dem Tatort-Fernsehfilm Edel sei der Mensch und gesund (2011).
In der im Oktober 2015 erstmals gesendeten ARD-Freitagsreihe Einfach Rosa war sie die Mutter der Hochzeitsplanerin Rosa Winter (Alexandra Neldel). Im März 2016 war Kelling in dem Fernsehfilm Keine Ehe ohne Pause auf Das Erste als Schwiegermutter Greta Thielke zu sehen. Seit 2018 spielt sie in der ARD-Freitagsreihe Praxis mit Meerblick die Malerin und Bildhauerin Roswitha Wing, die später die Vermieterin der Inselärztin Nora Kaminski (Tanja Wedhorn), wird.

### Sprecharbeiten und Privates
Kelling ist auch als Sprecherin und Rezitatorin tätig. Sie nahm auch verschiedene Hörbücher auf; unter anderem sprach sie bei dem Label Buschfunk die Titelrolle in Oma Else, „eine Hör-Geschichte in Liedern“, mit Texten und Liedern von Gerhard Gundermann.
Kelling wohnt in Berlin und ist verheiratet mit dem Filmregisseur Richard Engel. Nadja Engel, eine ihrer beiden gemeinsamen Töchter, arbeitet ebenfalls als Schauspielerin.

## Filmografie (Auswahl)
- 1964: Der geteilte Himmel (Kino)
- 1964: Die Suche nach dem wunderbunten Vögelchen (Kino)
- 1966: Die Reise nach Sundevit (Kino)
- 1967: Die gefrorenen Blitze (Kino)
- 1967: Das Mädchen auf dem Brett (Kino)
- 1970: Wir kaufen eine Feuerwehr (Kino)
- 1971: Der Staatsanwalt hat das Wort – Anatomie eines Unfalls (Fernsehreihe)
- 1974: Hallo Taxi
- 1975: Der Staatsanwalt hat das Wort – Die Explosion (Fernsehreihe)
- 1976: Philipp, der Kleine (Kino)
- 1977: Schach von Wuthenow
- 1977: Polizeiruf 110 – Trickbetrügerin gesucht (Fernsehreihe)
- 1979: Der Staatsanwalt hat das Wort – Konsequenzen (Fernsehreihe)
- 1980: Der Staatsanwalt hat das Wort – Der Preis (Fernsehreihe)
- 1981: Nora S.
- 1982: Das Tagebuch der Anne Frank
- 1982: Polizeiruf 110 – Schranken (Fernsehreihe)
- 1985: Weiße Wolke Carolin
- 1985: Polizeiruf 110 – Traum des Vergessens (Fernsehreihe)
- 1985: Polizeiruf 110 – Der zersprungene Spiegel (Fernsehreihe)
- 1987: Vernehmung der Zeugen (Kino)
- 1988: Wir sind fünf
- 1988: Jonny kommt
- 1989: Der Staatsanwalt hat das Wort – Geisterfahrer (Fernsehreihe)
- 1990: Polizeiruf 110 – Zahltag (Fernsehreihe)
- 1991: Unser Haus
- 1991: Letzte Liebe
- 1991: Der Verdacht (Kino)
- 1992: Karl May (Fernsehsechsteiler, 6 Folgen)
- 1992: Stilles Land (Kino)
- 1993: Adamski (Kino)
- 1996: Polizeiruf 110 – Der schlanke Tod (Fernsehreihe)
- 1997: Natalie II – Die Hölle nach dem Babystrich
- 1996–1997: Kurklinik Rosenau (Fernsehserie, 2 Folgen)
- 1996; 2000: Für alle Fälle Stefanie (Fernsehserie, verschiedene Rollen, 2 Folgen)
- 1997: Polizeiruf 110 – Der Tausch
- 1997: Liebling Kreuzberg (Fernsehserie, Folge Schwer verdientes Geld)
- 1999: Der letzte Zeuge (Fernsehserie, Folge Töte den Feind deines Feindes)
- 2000: Einmal Himmel und retour
- 2001: Wie buchstabiert man Liebe?
- 2002: Liebesau – Die andere Heimat (Fernsehvierteiler, 2 Folgen)
- 2003: Ein starkes Team – Das große Schweigen (Fernsehreihe)
- 2004: Sehnsucht nach Liebe
- 2004–2015: In aller Freundschaft (Fernsehserie, verschiedene Rollen, 3 Folgen)
- 2005: Sophie Scholl – Die letzten Tage
- 2005: Das Geheimnis des roten Hauses
- 2005: Die Luftbrücke – Nur der Himmel war frei
- 2005–2020: SOKO Leipzig (Fernsehserie, verschiedene Rollen, 3 Folgen)
- 2005–2015: SOKO Wismar (Fernsehserie, verschiedene Rollen, 3 Folgen)
- 2006: Der Elefant – Mord verjährt nie (Fernsehserie, Folge Der lange Weg zurück)
- 2006: Zwei Millionen suchen einen Vater
- 2006: Zores
- 2006: Neger, Neger, Schornsteinfeger!
- 2006: Die Frau im roten Kleid
- 2007: Der falsche Tod
- 2007: Ein verlockendes Angebot
- 2007: Der Dicke (Fernsehserie, Folge Tisch und Bett)
- 2007: Meine schöne Bescherung (Kino)
- 2007: Küstenwache (Fernsehserie, Folge Die Angst im Nacken)
- 2007–2017: SOKO Köln (Fernsehserie, verschiedene Rollen, 3 Folgen)
- 2008: Im Meer der Lügen
- 2008: Kommissar Stolberg (Fernsehserie, Folge Irrlichter)
- 2008: Polizeiruf 110 – Taximord
- 2008: Die Schimmelreiter (Kino)
- 2009: Der Landarzt (Fernsehserie, Folge Festgefahren)
- 2009: Mama kommt!
- 2009: Crashpoint – 90 Minuten bis zum Absturz
- 2009: Die Gänsemagd
- 2009; 2013: Großstadtrevier (Fernsehserie, verschiedene Rollen, 2 Folgen)
- 2010: Tatort – Vergessene Erinnerung (Fernsehreihe)
- 2010: Im Schatten des Pferdemondes
- 2010: Katie Fforde – Glücksboten (Fernsehreihe)
- 2010: Tatort – Blutgeld (Fernsehreihe)
- 2010: Tatort – Familienbande (Fernsehreihe)
- 2010: Familie Dr. Kleist (Fernsehserie, verschiedene Rollen, 2 Folgen)
- 2011: Schicksalsjahre (Fernsehzweiteiler)
- 2011: Tatort – Edel sei der Mensch und gesund (Fernsehreihe)
- 2011: Homevideo
- 2011: Fischer fischt Frau
- 2011: 4 Tage im Mai (Kino)
- 2012: Liebe am Fjord – Abschied von Hannah (Fernsehreihe)
- 2012–2013: Morden im Norden (Fernsehserie, 23 Folgen)
- 2013: Frühling – Frühlingsgefühle (Fernsehreihe)
- 2013: Wie Tag und Nacht
- 2014: Keine Zeit für Träume
- 2014: Heiter bis tödlich: Hauptstadtrevier (Fernsehserie,  Folge So Gott will)
- 2014: Utta Danella – Von Kerlen und Kühen (Fernsehreihe)
- 2014, 2023: SOKO Stuttgart (Fernsehserie, verschiedene Rollen, 2 Folgen)
- 2015: Notruf Hafenkante (Fernsehserie, Folge Flucht ins Watt)
- 2015: Armans Geheimnis (Fernsehserie, 13 Folgen)
- 2015: Ein starkes Team – Beste Freunde (Fernsehreihe)
- 2015–2016: Einfach Rosa (Fernsehreihe)
  - 2015: Die Hochzeitsplanerin
  - 2016: Verliebt, verlobt, verboten
  - 2016: Die zweite Chance
- 2016: Keine Ehe ohne Pause
- 2016: Die Chefin (Fernsehserie, Folge Ein ehrenwertes Haus)
- 2017: Eltern und andere Wahrheiten
- 2018: Jenseits des Spiegels
- 2018: Die Spezialisten – Im Namen der Opfer (Fernsehserie, Folge Gastfeindschaft)
- seit 2018: Praxis mit Meerblick (Fernsehreihe) → siehe Wiederkehrende Nebendarsteller
- 2022: Doktor Ballouz (Fernsehserie, Folge Alte Liebe, neue Liebe)
- 2022: Lauchhammer – Tod in der Lausitz (Fernsehserie, 6 Folgen)
- 2025: SOKO Potsdam (Fernsehserie, Folge "Unkraut")

## Theater
- 1967: Heinz Kahlau: Der gestiefelte Kater – Regie: Heiner Möbius (Theater der Freundschaft)
- 1967: Michail Swetlow: Spiel vor dem Feind – Regie: Horst Hawemann (Theater der Freundschaft)
- 1968: Claus Hammel: Morgen kommt der Schornsteinfeger – Regie: Horst Hawemann (Theater der Freundschaft)
- 1968: Günther Deicke/Ruth Zechlin: Reineke Fuchs (Oper für Schauspieler) – Regie: Heiner Möbius (Theater der Freundschaft)
- 1968: Günter Deicke: Was ihr wollt – Regie: Heiner Möbius (Theater der Freundschaft)
- 1969: Heinz Czechowski: König Drosselbart – Regie: Horst Hawemann (Theater der Freundschaft)
- 1971: Friedrich Gerlach: Die Herren des Strandes – Regie: Horst Hawemann (Theater der Freundschaft)
- 1971: Hans-Dieter Schmidt: Tinko (Melanie) – Regie: Peter Ensikat (Theater der Freundschaft)
- 1973: Ernst Bürger: Veilchen für Dolly – Regie: Hans-Georg Simmgen (Theater der Freundschaft)
- 1974: Alfonso Sastre: Die Geschichte von der verlassenen Puppe (Jüngere Marktfrau) – Regie: Wolfgang Engel (Theater der Freundschaft)
- 1974: Eugen Eschner: König Jörg – Regie: Konrad Tschiedrich (Theater der Freundschaft)
- 1974: Michail Bulgakow: Don Quijote – Regie: Mirjana Erceg (Theater der Freundschaft)
- 1977: Horst Hawemann: Tschapai … Tschapai … Tschapajew – Regie: Joachim Siebenschuh/Mirjana Erceg (Theater der Freundschaft)
- 1978: Eugen Eschner: Frühlingskapriolen – Regie: Mirjana Erceg (Theater der Freundschaft)
- 1980: Joachim Walther: Ich bin nun mal kein Yogi – Regie: Mirjana Erceg (Theater der Freundschaft)
- 1981: Frances Goodrich/Albert Hackett: Das Tagebuch der Anne Frank (Frau van Daan) – Regie: Mirjana Erceg (Theater der Freundschaft)
- 1982: Eugen Eschner: Undine – Regie: Dieter Wardetzky (Theater der Freundschaft)
- 1983: Boris Wassiljew: Im Morgengrauen ist es noch still – Regie: Alejandro Quintana (Theater der Freundschaft)
- 1983: Wiktor Rosow: Unterwegs – Regie: Hartwig Albiro (Theater der Freundschaft)
- 1983: Jewgeni Schwarz: Der nackte König – Regie: Joachim Siebenschuh (Theater der Freundschaft)
- 1984: Boris Aprilow: Timmi – Regie: Carl-Hermann Risse (Theater der Freundschaft)

## Hörspiele
- 1967: Finnisches Märchen: Knut Spelevink (Mädchen) – Regie: Christine van Santen (Kinderhörspiel – Litera)
- 1970: Stephan Hermlin: Scardanelli – Regie: Fritz Göhler (Hörspiel – Rundfunk der DDR)
- 1974: Wolf D. Brennecke: Abriss eines Hauses (Marion) – Regie: Fritz-Ernst Fechner (Hörspiel – Rundfunk der DDR)
- 1975: Jean Pélégri: Der Aufschrei – Regie: Fritz Göhler (Hörspiel – Rundfunk der DDR)
- 1976: Heinrich von Kleist: Michael Kohlhaas (Liesbeth) – Regie: Hans-Dieter Meves (Hörspiel – Rundfunk der DDR)
- 1977: Jacob Grimm/Wilhelm Grimm: Märchen der Gebrüder Grimm – Rumpelstilzchen (Müllerstochter) – Regie: Heiner Möbius (Kinderhörspiel – Litera)
- 1977: Jacob Grimm/Wilhelm Grimm: Märchen der Gebrüder Grimm – Der Wolf und die sieben Geißlein (Junges Geißlein) – Regie: Heiner Möbius (Kinderhörspiel – Litera)
- 1977: Jacob Grimm/Wilhelm Grimm: Märchen der Gebrüder Grimm – Dornröschen (Dornröschen) – Regie: Heiner Möbius (Kinderhörspiel – Litera)
- 1978: Hans Siebe: Sommer in Kriebusch (Heike) – Regie: Fritz-Ernst Fechner (Hörspiel – Rundfunk der DDR)
- 1982: Brüder Grimm: Das singende springende Löweneckerchen (Christine) – Regie: Jürgen Schmidt (Kinderhörspiel – Litera)
- 1983: Hans Christian Andersen: Die Schneekönigin (Feuerlilie, Narzisse) – Regie: Rainer Schwarz (Kinderhörspiel – Litera)
- 1987: Katrin Lange: Die Brandstifterin (Lisa) – Regie: Werner Grunow (Hörspielreihe Tatbestand, Nr. 35 – Rundfunk der DDR)
- 2006: Gerhard Gundermann & Petra Kelling: Oma Else. Eine Hörgeschichte in Liedern[2]
- 2014: Sarah Trilsch: Über uns die Lichter (Angelika) – Regie: Anouschka Trocker (Hörspiel – RBB)